# Personalberatung
Eine Personalberatung berät Unternehmen bei deren Suche und Auswahl von Fach- und Führungskräften. Sie umfasst die Begleitung von Findungsprozessen, die Gestaltung und Durchführung von Beurteilungsmaßnahmen, die Personalentwicklung, Vergütungsberatung, das Personalmarketing, die Begleitung in der Organisationsentwicklung sowie strategische und konzeptionelle Fragestellungen in der Personalarbeit. Schematisch ist Personalberatung ein Spielfeld der Personaldienstleistung und kann hier der sog. „beratenden Personaldienstleistung“ zugerechnet werden. Umgangssprachlich werden auch die Termini „Head hunting“ und „Executive Search“ synonym verwendet. Im englischen Sprachraum sieht man Personalberatung als Teil der „Staffing-Industrie“.

## Die Entwicklung der Personalberatung
Die professionelle externe Unterstützung bei der Suche nach Fach- und Führungskräften entstand in Deutschland nach 1920, in den USA vermutlich schon im letzten Quartal des 19. Jahrhunderts. Nach dem Zweiten Weltkrieg etablierte sich, aufgrund der schnell fortschreitenden Industrialisierung, in den USA die Dienstleistung der professionellen Personalberatung (im Sinne der Suche nach Fach- und Führungskräften). Ende der 50er Jahre setzte sich die Denkweise der langfristigen Personalplanung schließlich auch in Deutschland durch.
Nach Mitteilung der Arbeitsgruppe Personalberatung im Bundesverband Deutscher Unternehmensberatungen setzte die Branche im Jahr 2022 allein Deutschland ca. 2 Mrd. Euro um.

## Vor- und Nachteile

### Vorteile
Der Vorteil einer Personalberatung besteht darin, dass Personalberater über sehr gute Kenntnisse der aktuellen Arbeitsmarktlage verfügen und meist eine einschlägige akademische Ausbildung oder speziell zugeschnittene Weiterbildungen (z. B. Fachkraft Personalvermittlung und Personalberatung) der Industrie und Handelskammern vorweisen können, die betriebswirtschaftliches Denken und Handeln mit Personalmanagement verbindet. Ferner können Unternehmensressourcen durch die Ausgliederung der Personalsuche und -auswahl genutzt werden. Zudem spielt Neutralität, Diskretion und Imageschutz für Firmen, die Personalberatungen beauftragen, mitunter eine Rolle. Dies kommt z. B. dann zum Tragen, wenn aus Gründen der Strukturveränderung in wichtigen Teilen des Unternehmens gezielt bestimmte Personenkreise angesprochen werden sollen.
Personalberatungen führen strukturierte Bedarfsanalysen und eine fachliche und persönliche Kompetenzprofilsetzung, um so durch höhere Objektivität Fehler bei der Besetzung zu reduzieren. Zudem kann dies die erforderlichen Einstellungsgespräche und Zeitaufwand reduzieren. Branchenspezifische Personalberater waren oft in früheren Berufen selbst in ähnlichen Tätigkeiten aktiv und können diese Erfahrung in den Prozess einbringen.

### Nachteile
Der größte Nachteil beim Einsatz einer Personalberatung ist es, dass der Mandatgeber keine Kontrolle über das Kommunikationsverhalten der Personalberater hat und somit nicht weiß, ob die Personalberater nicht auch bei seinen assoziierten Geschäftspartner bzw. oder den eigenen Kunden Mitarbeiter bzw. Führungskräfte zu akquirieren sucht. Zusätzlich ist es für den Auftraggeber mitunter schwer zu kontrollieren, wie mit vertraulichen Informationen oder Geschäftsgeheimnissen umgegangen wird. Möglicherweise werden die vermittelten Kandidaten später zu einem dritten Auftraggeber vermittelt („Drehtür-Effekt“), weil man die Person nunmehr kennt.
Darüber hinaus ist ein großer Nachteil, dass die Branche über keinen Schutz der Berufsbezeichnung verfügt und sich auch keine Marktstandards hinsichtlich Dienstleistungen, Vertragsmodalitäten und Konditionen etabliert haben. Dadurch kommt es immer wieder vor, dass Headhunter exklusive Knebelverträge abschließen können, die die Auftraggeber in der freien Personalsuche einschränken.

## Personal-„Profiling“ und -auswahl in Zusammenarbeit mit einer Personalberatung
Beauftragt ein Unternehmen eine Personalberatung zur Personalrekrutierung, so steht ein Gespräch der beiden Parteien an erster Stelle, in dem das fachliche und persönliche Anforderungsprofil des gewünschten Stelleninhabers durch ein berufliches Profiling (Profilsetzung) eindeutig dargelegt wird. Auf Grundlage dieses Profils kann der Personalberater zum Beispiel Stellenangebote veröffentlichen oder Kandidaten unmittelbar ansprechen (telefonische Direktansprache; siehe unten). Oft können Personalberatungen auch auf einen internen Bestand an potenziellen Kandidaten zurückgreifen und steuern diese bei erster Übereinstimmung mit dem Anforderungsprofil bei.
Viele Personalberatungen setzen bei der Besetzung der Stellen insbesondere auf die direkte Ansprache von Kandidaten, die in anderen Unternehmen tätig sind. Basis hierfür sind z. B. Profile in beruflich orientierten Social media Netzwerken (z. B. LinkedIn, Xing, experteer), Einträge in fachlichen Online-Foren und Blogs oder auch Kontakte auf Fachmessen und Fachkongressen. Dies bietet den großen Vorteil, dass sehr gute Kandidaten erreicht werden, die aktuell nicht auf der Suche nach einer neuen Aufgabe sind. Der sogenannte Direct Search bietet viele Vorteile und erreicht deutlich mehr geeignete potenzielle Bewerber. Darauf haben sich oft die branchenorientierten Personalberatungen spezialisiert (Direktsuche). Die Direktansprache war mehrfach Gegenstand juristischer Auseinandersetzungen, der Bundesgerichtshof hat sie aber unter bestimmten Voraussetzungen für wettbewerbsrechtlich zulässig erachtet.
Vorteil für den Auftraggeber ist außerdem, dass ein Personalberater meist fundierte Kenntnisse in verschiedenen psychologischen Testverfahren im Bereich der Eignungstests mitbringt. Hierbei hilft z. B. die Kompetenz- und Potentialanalyse bei der Analyse von Stärken und Schwächen in Bezug auf den beruflichen Einsatzbereich. Die Testergebnisse können zum gezielten Einsatz und zur Entwicklung der persönlichen Stärken im neuen Arbeitsumfeld des Mitarbeiters genutzt werden. Der Einsatz von Werkzeugen für Kompetenzanalysen und berufliches Profiling setzt ein fundiertes Wissen über die Verfahren psychologischer Eignungsdiagnostik voraus.
Als weiteres Entscheidungskriterium für die Einstellung eines neuen Mitarbeiters übernimmt die Personalberatung zunehmend auch die Überprüfung von Zeugnissen und Referenzen bei ehemaligen Arbeitgebern.

## Executive Search
Executive Search, auch „Head hunting“ genannt, beschreibt die Direktsuche nach geeigneten Kandidaten und beschreibt in der Regel die Suche auf C-Level nach Führungskräften und im mittleren Management. Etabliert am deutschen Markt hat sich Executive Search erst Ende der 1960er Jahre. Informationen werden häufig in intern eingerichteten Datenbanken zusammengetragen. Die zu besetzenden Positionen können nur von wenigen Personen auf dem Arbeitsmarkt ausgeführt werden und benötigen deshalb besondere Prüfung der fachlichen und persönlichen Qualifikationen.
Aus wirtschaftsrechtlicher Sicht ist insbesondere der § 1 UWG relevant, wenn damit ein Wettbewerber des Auftraggebers in unziemlicher Weise geschädigt wird.

## Rechtliche Charakteristik
In der Literatur wird die honorarpflichtige Vermittlung von Arbeitnehmern verschiedenen Rechtsquellen zugeordnet. So kann § 611 (Dienstvertrag) ebenso wie § 632 (Werkvertrag) oder auch § 652 BGB (Maklervertrag) zur Anwendung gelangen, je nach Ausgestaltung des konkreten Vertrags und der Honorarzahlung. Eine erfolgsbasierte Honorierung spricht tendenziell für einen Werkvertrag (z. B. bei Personalvermittlung) oder einen Maklervertrag (bei Executive Search), eine allein oder überwiegend nach Arbeitsaufwand gestaltete Honorierung für einen Dienstvertrag.

## Berufliche Qualifizierung
Generell gibt es keine spezielle Berufsausbildung oder anderweitige Qualifizierung für eine Berufstätigkeit in der Personalberatung. Die Tätigkeit gilt als „freier Beruf“ nach § 18 EStG (sofern eine entsprechende Qualifikation vorliegt) oder als anmeldepflichtiges Gewerbe. In der Branchenübung haben sich allerdings zwei typische Karrierewege herausgebildet:
- der Quereinstieg von beruflich erfahrenen Personen, die ein gutes Netzwerk, Managementerfahrungen und Brancheneinblicke vereinigen und damit ihr Erfahrungspotenzial monetarisieren
- der „training-on-the-job“-Weg, bei dem Hochschulabsolventen bzw. Personen nach einer Berufsausbildung das Berufsfeld durch tätige Mitwirkung als „Junior Consultant“ bzw. „Researcher“ kennenlernen und nach Bewährung entsprechend umfangreichere, verantwortungsvollere Tätigkeiten übernehmen

Im Berufsbild der Kauffrau/des Kaufmanns für Personaldienstleistungen sind Elemente der Personalberatung enthalten.